# Museo naturalistico e archeologico dei Colli Euganei
Il MuCE - Museo dei Colli Euganei è un museo civico, parte del Comune di Galzignano Terme.  Racconta i Colli Euganei, splendido esempio di paesaggio collinare europeo e di come l'uomo ha vissuto qui dall'antichità ad oggi in equilibrio con l'ambiente e la delicata natura dei Colli. 
È un museo diffuso, costituito da un percorso interno all'antica scuola del borgo di Galzignano, oggi sede del polo museale, che comprende anche una biblioteca e l'auditorium, uno spazio per conferenze e incontri. Accanto al percorso museale sono sentieri e percorsi che attraversano i borghi di Galzignano e Valsanzibio, che portano a scoprire il museo diffuso dei Colli. 
È un luogo unico, dove imparare ad amare la natura e sentirsi parte di una comunità più grande, dalle origini antiche, ma proiettata verso il futuro.

## Sale
All'interno del Museo sono dunque presenti diverse sale dedicate al paesaggio, alla storia e alla natura dei Colli Euganei. 

### Sale sugli ambienti dei Colli
Le sale naturalistiche espongono una ricca collezione naturalistica pervenuta al museo tramite la donazione di una famiglia di Galzignano Terme. Questa collezione conta 176 esemplari animali di cui 120 utilizzati per l'esposizione. Questi rappresentano la maggior parte delle specie ornitiche presenti nel territorio dei Colli Euganei.
È presente anche un ricco erbario con oltre 6000 campioni di piante dai Colli Euganei, curato dall'associazione GIROS e dal Parco Regionale dei Colli Euganei.
Il museo è allestito da pannelli che fanno da sfondo agli esemplari naturalizzati, da un percorso sonoro che accompagna ad immergersi nei suoni dei Colli Euganei e da un percorso olfattivo che permette di sentire il mutare della percezione del paesaggio nel corso del tempo attraverso il cambiamento dei profumi. 
Nelle sale naturalistiche, i vari pannelli sono collegati da un percorso che, partendo dalla pianura peri-euganea, conduce il visitatore nel cuore dei Colli, dove si differenziano i caratteristici ambienti boschivi e rupestri. Conclude l'esposizione una sala oscurata, con delle gigantografie che ospitano gli uccelli rapaci notturni, creando un ambiente molto suggestivo, dove riconoscere il verso di ogni rapace e immergersi nella notte dei Colli. Al centro della sala principale è collocato un plastico tattile dei Colli Euganei.

### Sale sulla vita e la storia dei Colli
Il museo si snoda attraverso cinque diverse sezioni che ripercorrono la storia dei Colli Euganei dalle origini ad oggi. Una grande mappa permette di scoprire le connessioni tra le colline euganee e il contesto termale di Abano e Montegrotto. I Colli sono costituiti da diversi elementi, come la roccia, l'acqua, la terra coltivata e le aree protette e gli spazi abitati dall'uomo in comunità molto antiche e vivaci.
Le epoche più antiche sono rappresentate con installazioni tattili, che raccontano della storia più antica della terra, della presenza nella preistoria di cacciatori e raccoglitori, accanto ai primi insediamenti e all'arrivo di Roma in Veneto, mentre il medioevo è raccontato attraverso sculture e plastici, che raccontano della presenza monastica, dei borghi e delle chiese dei Colli. 
La sala del Rinascimento contiene numerosi oggetti ricavati da una scoperta archeologica avvenuta nel Novecento, durante dei lavori per la sistemazione dei pavimenti di una villa cinquecentesca. Questi “cocci” sono stati recuperati, restaurati e successivamente donati al Comune di Galzignano dalla famiglia Benacchio, proprietaria della villa. Si tratta di vasellami da cucina e da mensa riconducibili al XV e XVII secolo. Alcuni sono manufatti di pregio con ricchi decori, altri sono invece oggetti molto semplici e privi di ornamento. Date le loro caratteristiche, i materiali sono riconducibili alle officine padovane. Sono presenti anche sculture dipinte dal quattrocento al seicento e oggetti, come una gramola, legati all'utilizzo della villa come sede di produzione agricola. Una serie di pannelli accompagnano il visitatore nel percorso a riscoprire le ville venete e la presenza di Padova e della Serenissima Repubblica di Venezia nel territorio dei Colli.
Le sale ospitano anche un quadro che raffigura la più antica veduta di Galzignano Terme del XVIII secolo. Nel dipinto si notano 3 ville venete presenti tutt'oggi: villa Saggini, villa Maria, villa Boggian. Nella parte destra si scorge l'antica pieve di Santa Maria Assunta mentre sullo sfondo si riconosce il monte Rua affiancato dai colli Euganei.
Sulle scale sono scene di vita della comunità di Galzignano nei momenti di festa, come la sagra o il carnevale, mentre il percorso è concluso da una piccola sezione contemporanea dedicata all'arte e all'artigianato dei Colli, prevalentemente legato alla lavorazione del legno e al contatto con i prodotti della terra, come olio, vino e ciliegie.